# نيلس هنريك أشايم
نيلس هنريك أشايم (بالنرويجية البوكمول: Nils Henrik Asheim)‏ هو موسيقي وملحن نرويجي، ولد في 20 يناير 1960 في أوسلو في النرويج.

## وصلات خارجية
- نيلس هنريك أشايم على موقع ميوزك برينز (الإنجليزية)
- نيلس هنريك أشايم على موقع ديسكوغز (الإنجليزية)